# BBC Symphony Orchestra

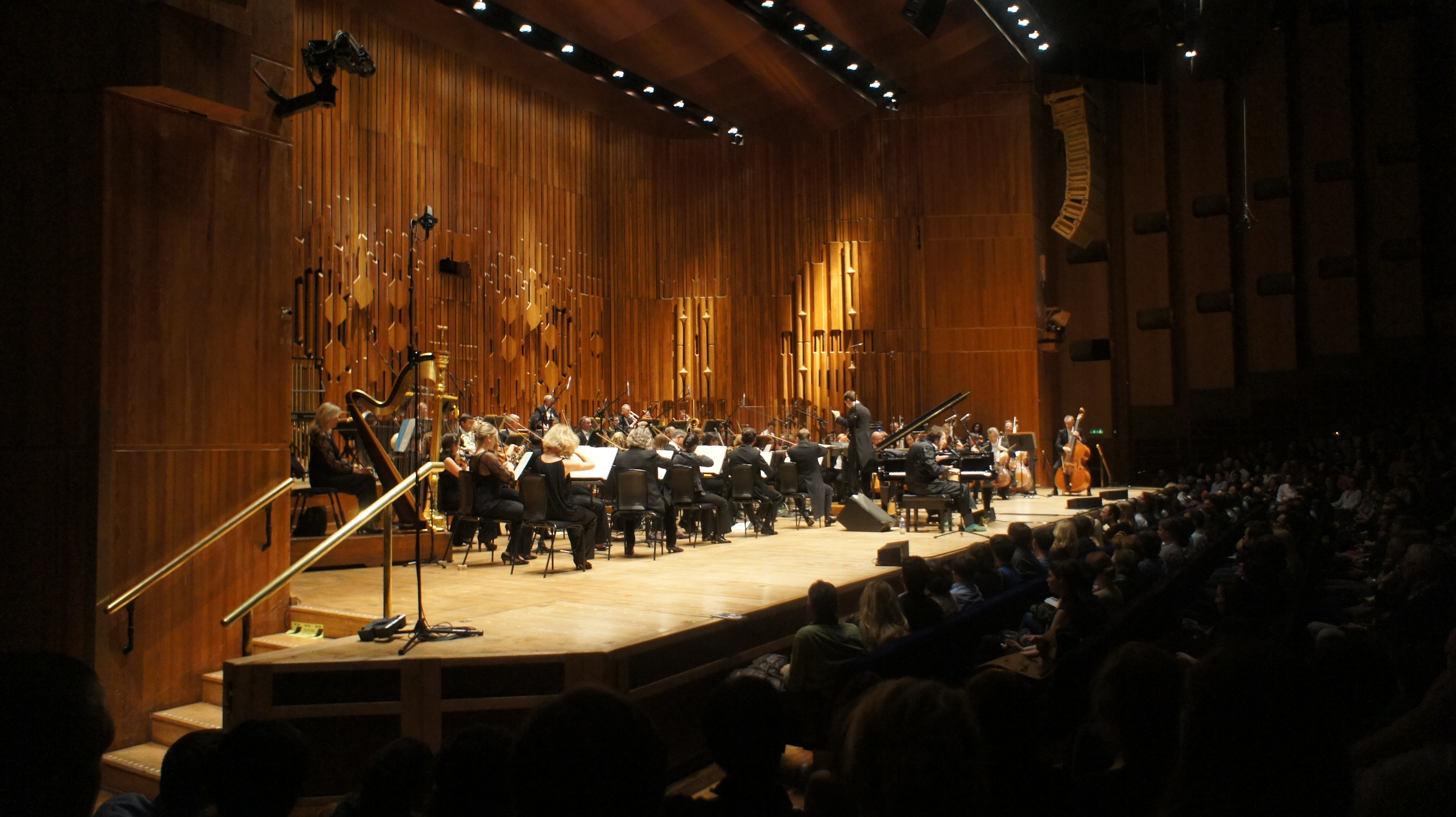
Das BBC Symphony Orchestra im Barbican Centre, 2012

Das BBC Symphony Orchestra ist das Hauptorchester der British Broadcasting Corporation (BBC), und zugleich eines der wichtigsten britischen Orchester. Das Orchester spielt eine wesentliche Rolle bei der jährlichen Konzertreihe The Proms in der Royal Albert Hall und bestreitet jeweils das Eröffnungs- und Abschlusskonzert.

## Geschichte des Klangkörpers
Die Orchestergründung erfolgte 1930, und Adrian Boult wurde erster Chefdirigent (Principal Conductor). Boult wurde 1950 durch Malcolm Sargent abgelöst, der diese Position bis 1957 innehatte. Zu den weiteren Chefdirigenten zählten Antal Doráti, Colin Davis, Pierre Boulez, Gennadi Roschdestwenski, Andrew Davis und Leonard Slatkin (dessen letztes Konzert mit dem BBC Symphony Orchestra war die „Last Night of the Proms“ 2004). Anfang 2005 wurde der tschechische Dirigent Jiří Bělohlávek zum Chefdirigenten ernannt; sein Dirigat begann mit der „First Night of the Proms“ 2006.
Daneben arbeiteten zahlreiche namhafte Gastdirigenten mit dem Orchester, darunter Arturo Toscanini. Zu den Ersten Gastdirigenten (Principal Guest Conductor) zählten neben Bělohlávek auch Günter Wand (1982–2002), dem zu Ehren sogar ein „Günter Wand Conducting Chair“ eingerichtet wurde. Weitere Principal Guest Conductor waren Jukka-Pekka Saraste (2002–2005) oder David Robertson (2005–2012). Aktuell hat Dalia Stasevska die Funktion der Principal Guest Conductor inne.
Aktueller Inhaber des „Günter Wand Conducting Chair“ ist Semyon Bychkov.
Im Jahr 2000 ernannte das Orchester Mark-Anthony Turnage zu seinem ersten Associate Composer. Im Juni 2003 wurde John Adams zum Artist in Association ernannt.
Das BBC Symphony Orchestra widmet sich insbesondere der Musik des 20. und 21. Jahrhunderts. Zahlreiche Werke, die durch von der BBC vergebene Kompositionsaufträge entstanden sind, wurden vom Orchester uraufgeführt, darunter die „Earth Dances“ von Harrison Birtwistle, „Rituel in memoriam Bruno Maderna“ von Pierre Boulez oder „The Protecting Veil“ von John Tavener. Im Jahr 2006 führte das Orchester Kompositionen des Oudisten Rabih Abou-Khalil auf.
Zur BBC gehören mit dem BBC Philharmonic, dem BBC National Orchestra of Wales, dem BBC Scottish Symphony Orchestra und dem BBC Concert Orchestra noch weitere Klangkörper.

## Übersicht der Chefdirigenten
- Adrian Boult (1930–1950)
- Malcolm Sargent (1950–1957)
- / Rudolf Schwarz (1957–1963)
- / Antal Doráti (1962–1966)
- Colin Davis (1967–1971)
- Pierre Boulez (1971–1975)
- Rudolf Kempe (1976)
- Gennadi Roschdestwenski (1978–1981)
- John Pritchard (1982–1989)
- Andrew Davis (1989–2000)
- Leonard Slatkin (2000–2004)
- Jiří Bělohlávek (2006–2012)
- Sakari Oramo (seit 2013)[1]